# 대뇌화 지수
| 종             | 대뇌화 지수 (EQ) |
| -------------- | ---------------- |
| 인간           | 7.4–7.8          |
| 투쿠시         | 4.56             |
| 큰돌고래       | 4.14             |
| 범고래         | 2.57–3.3         |
| 침팬지         | 2.2–2.5          |
| 히말라야원숭이 | 2.1              |
| 코끼리         | 1.13–2.36        |
| 친칠라         | 1.34             |
| 개             | 1.2              |
| 다람쥐         | 1.1              |
| 고양이         | 1.00             |
| 말             | 0.9              |
| 양             | 0.8              |
| 생쥐           | 0.5              |
| 시궁쥐         | 0.4              |
| 토끼           | 0.4              |

대뇌화 지수 (Encephalization quotient, EQ), 또는 대뇌화 정도는 동물의 지능이나 인지에 대한 대략적인 추정치를 가정하는, 실제 뇌 용적의 비율과 특정한 크기의 동물을 위한 예측된 뇌 용적 사이의 비율로 정의된 상대적 뇌 용적의 척도이다.

## 산출
| 종      | 단순 뇌체비 (E/S) |
| ------- | ----------------- |
| 작은 새 | 1/12              |
| 인간    | 1/40              |
| 생쥐    | 1/40              |
| 돌고래  | 1/50              |
| 고양이  | 1/100             |
| 침팬지  | 1/113             |
| 개      | 1/125             |
| 개구리  | 1/172             |
| 사자    | 1/550             |
| 코끼리  | 1/560             |
| 말      | 1/600             |
| 상어    | 1/2496            |
| 하마    | 1/2789            |

스넬의 단순 이속성장의 방적식은 다음과 같다:
{\displaystyle E=CS^{r}}
여기서 "E"는 뇌의 무게, "C"는 두화량, "S"는 몸무게, "r"은 지수 상수이다. 지수 상수는 일반적으로 영장류엔 0.28, 포유류엔 0.56이나 0.66이다.
"대뇌화 지수" (EQ)는 주어진 중량 "S"의 동물의 "C"에 대해 예상되는 값 이상 "C"의 비율이다.
| 종             | EQ   | 종     | EQ   |
| -------------- | ---- | ------ | ---- |
| 인간           | 7.44 | 개     | 1.17 |
| 돌고래         | 5.31 | 고양이 | 1.00 |
| 침팬지         | 2.49 | 말     | 0.86 |
| 큰까마귀       | 2.49 | 양     | 0.81 |
| 히말라야원숭이 | 2.09 | 생쥐   | 0.50 |
| 코끼리         | 1.87 | 시궁쥐 | 0.40 |
| 수염고래       | 1.76 | 토끼   | 0.40 |

이 측정법에 대한 정밀한 측정법은 다른 문보다 포유류에 더 정확하다.
뇌의 무게는 이속생장에 따른 전 체중의 거듭제곱에 비례하는 경향이 있다. 대뇌화 지수의 제창 때는 몸무게의 2/3 제곱에 비례한다고 여겨졌다. 그래서 대뇌화 지수는 뇌의 무게를 체중의 2/3으로 나눈 뒤 적당한 계수를 곱한 값으로 나타난다. 다만 더 자세한 계측·해석 결과 이 거듭제곡 지수는 3/4 제곱으로 판명됐기 때문에 2/3 제곱을 사용한 대뇌화 지수는 체중이 큰 동물일수록 과대로 잡는 편견이 조금 (체중 10배에서 +21%, 1000배에서 +78%) 있다.
대뇌화 지수는 단독의 수치로 의미는 없고 비교에만 사용된다. 그래서 전체에 걸친 계수는 임의로 결정된다. 지에리송이 처음 쓴 고양이의 EQ를 1로 두는 산출식이 일반적이다. 밖에 인간의 EQ를 10으로 두는 식도 있다.

## 의미
대뇌화 지수는 그 몸무게에 걸맞은 뇌의 크기에 비해서 어느 정도 큰 뇌를 갖고 있는지 나타내고 있다. 다만 그것이 동일하면 같은 지성이라는 선험적인 이유는 없다.
대뇌화 지수에 대한 뇌의 무게 그 자체, 혹은 뇌의 중량을 단순히 체중으로 나눈 값은 인간보다 훨씬 비싼 값이 될 씨앗이 있는 등, 지성의 지표로서는 분명한 불편이 있다. 대뇌화 지수는 이들 값에 비하면 지성의 지표로서 유효하다고 생각된다. 그러나 그래도 지성에는 뇌의 많은 특징이 개입했으며, 대뇌화 지수만으로 판단할 수 없다.
가령 흰이마카푸친의 대뇌화 지수는 유인원에서 최고의 침팬지의 2배에 이르지만 흰이마카푸친이 침팬지보다 지적이라는 것은 아니다.
특히 동종 간의 비교에 사용하는 것은 어렵다. 가령 개의 주요 품종 가운데 가장 대뇌화 지수가 높은 것은 치와와이지만, 치와와가 대형 개보다 지적이라는 것은 아니다.
침팬지의 2배의 지수 돌고래와 개나 고양이보다 지수가 높은 까마귀 (닭과 비교하면 5.3배 높음) 등이 특히 주목된다.

## 같이 보기
- 진화생물학
- 인간의 뇌
- 인류의 진화
- 골상학